# خوان بان غيريرو
خوان بان غيريرو (بالإنجليزية: Juan Pan Guerrero)‏ هو شخصية أعمال وسياسي أمريكي، ولد في 10 ديسمبر 1949 في سايبان في الولايات المتحدة. حزبياً، نشط في الحزب الديمقراطي.